# Милош Ћук
Милош Ћук (Нови Сад, 21. децембар 1990) српски је ватерполиста. Игра на позицији левог крила за Раднички Крагујевац. 

## Биографија
Са репрезентацијом Србије освојио је сребро на Светском првенству 2011. године у Шангају, злато 2012. године на ЕП у Ајндховену, а златну медаљу освојио је и у Светској Лиги 2011. године. Са Партизаном је између осталих трофеја освојио и Евролигу 2011. године.
Оженио се Јованом Давидовић (1991) 6. августа 2017. године, а 29. октобра исте године добили су сина Михајла. Брат му је ватерполиста Марко Ћук.
На Олимпијским играма у Рију 2016. са репрезентацијом Србије освојио је златну медаљу.
Освојио је још једну златну медаљу са репрезентацијом Србије на Олимпијским играма у Паризу 2024. године, у финалу Србија је победила Хрватску са 13:11.

## Успеси

### Клупски
- Партизан:
  - Евролига (1): 2010/11.
  - Суперкуп Европе (1): 2011.
  - Евроинтер лига (2): 2009/10, 2010/11.
  - Првенство Србије (3): 2009/10, 2010/11, 2011/12.
  - Куп Србије (3): 2009/10, 2010/11, 2011/12.

- Егер:
  - Куп Мађарске (1): 2015/16.

- Солнок:
  - Куп Мађарске (1): 2017/18.

- Младост
  - Регионална лига (2): 2018/19, 2019/20.
  - Куп Хрватске (1): 2019/20.

- Раднички Крагујевац:
  - Куп Србије (1): 2021/22.